# 도경수
도경수(都敬秀, 1993년 1월 12일 ~ )는 대한민국의 가수 겸 배우이며, EXO의 메인 보컬을 맡고 있다. 활동명인 디오는 본명인 도경수에서 도에서 DO를 가져왔다.

## 학력
- 풍산초등학교 (졸업)
- 백신중학교 (졸업)
- 백석고등학교 (졸업)
- 경희사이버대학교 문화예술경영학과 (학사)

## 생애
1993년 1월 12일 서울특별시 강남구에서 태어난 후 고양시 일산동구에서 자랐다.
2009년 경기도 청소년 가요제에서 SM관계자에 의해 캐스팅되었고 2010년 5월 8일 연습생으로 입사했다.
2012년 1월 30일 멤버 백현과 부른 EXO-K 프롤로그 싱글 《What Is Love》가 발매되며 EXO의 9번째 멤버로 공개되었다. 같은 해 4월 8일 《SBS 인기가요》에서 EXO-K의 메인보컬로 가요계에 데뷔했다.
2014년 SBS 《괜찮아, 사랑이야》를 통해 주목받았으며 2014년 영화 《카트》에서 대형마트 비정규직 노동자의 아들 최태영 역으로 스크린에 데뷔하였다.
2016년 영화 《형》에서 비운의 유도 국가대표 고두영 역을 맡았고
2017년 청룡영화상 신인상을 수상했다. 또한 《신과함께: 죄와 벌》과 《신과함께: 인과 연》에서 관심병사 원동연 역을 맡아 연기하였다. 두 영화가 각각 1000만 관객을 동원해 쌍천만배우라는 수식어를 얻었다.
2018년 오랜만에 브라운관으로 돌아왔다. 드라마 《백일의 낭군님》에서 왕세자 이율과 기억을 잃은 원득 역을 맡아 1인 2역을 소화했고 연기에 관해서 호평을 받았다. 이후 영화 《스윙키즈》에서 로기수 역으로 찾아왔다.
2019년 개봉한 애니메이션 영화 《언더독》에서 뭉치 역을 더빙했다. 2019년 7월 1일, 육군 현역으로 자원입대하여 현재 군 복무를 끝 마쳤다.

## 음반 활동

### 솔로
| 발매일     | Artist              | 곡명 | 수록 앨범                                          |
| ---------- | ------------------- | --- | -------------------------------------------------- |
| 2013.07.29 | f(x)                | <Goodbye Summer (f(Amber+Luna+Krystal) (Feat. D.O. Of EXO-K) >                                                               | 《Pink Tape f(x) The 2nd Album》                   |
| 2014.11.03 | 디오 (D.O.)         | <외침> | 《영화 카트 OST》                                  |
| 2016.02.19 | 디오 (D.O.), 유영진 | <Tell Me (What Is Love)> | 《Tell Me (What Is Love) - SM STATION》            |
| 2016.11.24 | 디오 (D.O.), 조정석 | <걱정 말아요 그대> | 《영화 형 OST》                                    |
| 2019.07.01 | 디오 (D.O.)         | <괜찮아도 괜찮아 (That`s okay)>                                                                                              | 《괜찮아도 괜찮아 (That`s okay) - [[SM STATION]]》 |
| 2021.07.26 | 디오 (D.O.)         | <Rose, I’m Gonna love you(feat. 원슈타인), My love, 다시,사랑이야, 나의 아버지, I’m fine, Rose(English Ver.), Si Fueras Mia> | 《공감 - The 1st mini Album》                      |
| 2024.05.07 | 디오 (D.O.)         | < > | 《성장 - The 3nd mini Album》                      |

## FAN·CON

### 2024 DOH KYUNG SOO ASIA FAN CONCERT TOUR "BLOOM"
| 개최일                    | 도시         | 국가       | 개최지                     |
| ------------------------- | ------------ | ---------- | -------------------------- |
| 2024년 6월 8일            | 서울         | 대한민국   | KBS 아레나                 |
| 2024년 6월 9일 (1일 2회)  | 서울         | 대한민국   | KBS 아레나                 |
| 2024년 6월 22일           | 타이베이     | 중화민국   | 티엔무 체육관              |
| 2024년 6월 23일           | 타이베이     | 중화민국   | 티엔무 체육관              |
| 2024년 6월 29일           | 홍콩         | 홍콩       | 아시아월드 엑스포 홀 10    |
| 2024년 7월 12일           | 자카르타     | 인도네시아 | 더 카사블랑카 홀           |
| 2024년 7월 13일           | 자카르타     | 인도네시아 | 더 카사블랑카 홀           |
| 2024년 7월 18일 (1일 2회) | 동경         | 일본       | 다치가와 스테이지 가든     |
| 2024년 7월 19일           | 나고야시     | 일본       | 니테라 홀                  |
| 2024년 7월 21일 (1일 2회) | 오사카       | 일본       | 오사카 그랑큐브 메인 홀    |
| 2024년 8월 3일            | 요코하마     | 일본       | 피아 아레나 MM             |
| 2024년 8월 4일            | 요코하마     | 일본       | 피아 아레나 MM             |
| 2024년 8월 8일            | 싱가포르     | 싱가포르   | 싱가포르 인도어 스타디움   |
| 2024년 8월 10일           | 방콕         | 태국       | 썬더 돔                    |
| 2024년 8월 11일           | 방콕         | 태국       | 썬더 돔                    |
| 2024년 8월 17일           | 쿠알라룸푸르 | 말레이시아 | 악시아타 아레나 부킷 자릴  |
| 2024년 8월 31일           | 마닐라       | 필리핀     | 스마트 아라네타 콜로세움   |
| 2024년 9월 1일            | 마닐라       | 필리핀     | 스마트 아라네타 콜로세움   |
| 2024년 10월 11일          | 서울         | 대한민국   | 잠실실내체육관 (THE FINAL) |
| 2024년 10월 12일          | 서울         | 대한민국   | 잠실실내체육관 (THE FINAL) |
| 2024년 10월 13일          | 서울         | 대한민국   | 잠실실내체육관 (THE FINAL) |

## 팬미팅

### 2023 HAPPY D.O.-DAY
| 개최일          | 도시 | 국가     | 개최지          |
| --------------- | ---- | -------- | --------------- |
| 2023년 1월 16일 | 서울 | 대한민국 | YES24 라이브 홀 |

### 2024 DOH KYUNG SOO BIRTHDAY PARTY "도경수의 수수한 생일파티"
| 개최일          | 도시 | 국가     | 개최지         |
| --------------- | ---- | -------- | -------------- |
| 2024년 1월 13일 | 서울 | 대한민국 | 명화 라이브 홀 |

## 음반 외 활동

### 방송
- MBC every1 《EXO의 쇼타임》 (2013년 11월 28일 ~ 2014년 2월 13일)
- Mnet 《뜨거운 순간 XOXO, EXO》 (2014년 5월 9일 ~ 2014년 5월 30일)
- Mnet 《EXO 90:2014》 (2014년 8월 15일 ~ 2014년 10월 31일)
- SBS 《런닝맨》 (2016년 1월 27일)
- 디스커비리채널•스카이TV 《잠적》 (2022년 5월 12일 ~ 2022년 5월 19일)
- SBS 《수학 없는 수학여행》 (2023년 3월 9일 ~2023년5월11일)
- tvN 《콩 심은 데 콩 나고 팥 심은 데 팥 난다 (콩콩팥팥)》(2023년 10월 13일 ~ 2023년 12월 8일)
- 유튜브 《소통의 神》(2023년 10월 18일)
- 유튜브 《소통의 神》(2024년 5월 22일)
- 유튜브 《나영석의 와글와글》(2024년 11월 28일)
- 유튜브 《집대성》(2025년 1월 27일)

### 영화
- 2014년 《카트》 ... 최태영 역
- 2016년 《순정》 ... 범실 역
- 2016년 《형》 ... 고두영 역
- 2017년 《7호실》 ... 이태정 역
- 2017년 천만영화 《신과함께: 죄와 벌》 ... 원동연 역
- 2018년 천만영화 《신과함께: 인과 연》 ... 원동연 역
- 2018년 《스윙키즈》 ... 로기수 역
- 2019년 《언더독》 ... 뭉치 역(더빙)
- 2023년 《더 문》 ... 황선우 역
- 2025년 《말할 수 없는 비밀》 ... 김유준 역
- 개봉미정 《신과함께 3》 ... 원동연 역

### 드라마
| 연도 | 방송사    | 제목                   | 역할        | 참고            |
| ---- | --------- | ---------------------- | ----------- | --------------- |
| 2014 | SBS       | 괜찮아, 사랑이야       | 한강우      | 16부작          |
| 2015 | 네이버 TV | 우리 옆집에 EXO가 산다 | 디오        | 16부작 웹드라마 |
| 2015 | KBS2      | 너를 기억해            | 이준영      | 특별출연        |
| 2016 | 네이버 TV | 긍정이 체질            | 김환동      | 6부작 웹드라마  |
| 2018 | tvN       | 백일의 낭군님          | 원득 / 이율 | 16부작          |
| 2019 | OLIVE     | 은주의 방              | 신혼부부    | 특별출연        |
| 2022 | KBS2      | 진검승부               | 진정        | 12부작          |
| 2025 | 디즈니+   | 조각도시               | 안요한      | 10부작          |

## 수상 및 후보
| 연도 | 시상식                          | 부문                           | 작품                            | 결과 |
| ---- | ------------------------------- | ------------------------------ | ------------------------------- | ---- |
| 2014 | 제16회 서울국제청소년영화제     | 남자 청소년연기상              | 괜찮아, 사랑이야                | 수상 |
| 2014 | 제3회 에이판 스타 어워즈        | 남자 신인상                    | 괜찮아, 사랑이야                | 수상 |
| 2015 | 제51회 백상예술대상             | TV부문 남자 신인연기상         | 괜찮아, 사랑이야                | 후보 |
| 2015 | 제35회 한국영화평론가협회상     | 신인남우상                     | 카트                            | 후보 |
| 2015 | 제10회 맥스무비 최고의 영화상   | 최고의 남자신인배우상          | 카트                            | 후보 |
| 2015 | 제9회 아시안 필름 어워드        | 신인배우상                     | 카트                            | 후보 |
| 2015 | 제52회 대종상                   | 남우조연상                     | 카트                            | 후보 |
| 2015 | 제52회 대종상                   | 인기상                         | 빈칸                            | 후보 |
| 2016 | 제11회 맥스무비 최고의 영화상   | 라이징스타상                   | 순정                            | 수상 |
| 2016 | 제52회 백상예술대상             | 영화부문 남자 스타센추리인기상 | 순정                            | 수상 |
| 2017 | 제5회 드라마피버 어워즈         | 영화상                         | 순정                            | 수상 |
| 2017 | 제53회 백상예술대상             | 영화부문 남자 신인연기상       | 형                              | 후보 |
| 2017 | 제53회 백상예술대상             | 영화부문 남자 스타센추리인기상 | 형                              | 수상 |
| 2017 | 2017 한국영화를 빛낸 스타상     | 신인상                         | 형                              | 수상 |
| 2017 | 2017 짐프 어워즈                | 스타상                         | 형                              | 수상 |
| 2017 | 제2회 아시아 아티스트 어워즈    | 배우부문 남자인기상            | 빈칸                            | 수상 |
| 2017 | 제38회 청룡영화상               | 신인남우상                     | 형                              | 수상 |
| 2018 | 제27회 부일영화상               | 남자 인기스타상                | 신과함께: 인과 연               | 수상 |
| 2018 | 제2회 더 서울 어워즈            | 영화부문 남자인기상            | 신과함께: 인과 연               | 수상 |
| 2018 | 제3회 아시아 아티스트 어워즈    | 배우부문 남자인기상            | 빈칸                            | 후보 |
| 2018 | 제18회 디렉터스 컷 시상식       | 올해의 새로운 남자배우상       | 신과함께: 인과 연               | 수상 |
| 2018 | 제3회 동아닷컴's PICK           | 연기 왕이 될 상                | 빈칸                            | 수상 |
| 2019 | 제55회 백상예술대상             | V LIVE 인기상                  | 백일의 낭군님                   | 수상 |
| 2019 | 제14회 숨피 어워즈              | 올해의 배우상 남자부문         | 백일의 낭군님                   | 수상 |
| 2019 | 제14회 숨피 어워즈              | 베스트 커플상 (with 남지현)    | 백일의 낭군님                   | 수상 |
| 2019 | 2019 올해의 브랜드 대상         | 올해의 남자연기돌              | 빈칸                            | 수상 |
| 2019 | 제28회 부일영화상               | 남자 인기스타상                | 스윙키즈                        | 수상 |
| 2022 | KBS 연기대상                    | 남자 인기상                    | 진검승부                        | 수상 |
| 2022 | KBS 연기대상                    | 베스트커플상 (with 이세희)     | 진검승부                        | 수상 |
| 2022 | KBS 연기대상                    | 미니시리즈부문 남자 우수연기상 | 진검승부                        | 후보 |
| 2022 | KBS 연기대상                    | 남자 최우수연기상              | 진검승부                        | 수상 |
| 2023 | 제32회 부일영화상               | 남우주연상                     | 더 문                           | 후보 |
| 2023 | 제32회 부일영화상               | 남자 부문 올해의 스타상        | 더 문                           | 수상 |
| 2023 | 제59회 대종상                   | 남우주연상                     | 더 문                           | 미정 |
| 2023 | 제44회 청룡영화상               | 남우주연상                     | 더 문                           | 미정 |
| 2024 | 제1회 코리아 그랜드 뮤직 어워즈 | 베스트 아티스트상              | Small girl (feat. 도경수(D.O.)) | 수상 |
| 2024 | 제1회 코리아 그랜드 뮤직 어워즈 | 베스트 R&B 부문 남자상         | Small girl (feat. 도경수(D.O.)) | 수상 |

### 가요 프로그램 1위
| 연도            | 수상 내역 (총 1회)                                      |
| --------------- | ------------------------------------------------------- |
| 2021년 (총 1회) | - Rose (총 1회) - 8월 6일 KBS2 《뮤직뱅크》 K-Chart 1위 |